# ولینگتون دا سیلوا دی سوزا
ولینگتون دا سیلوا دی سوزا (به پرتغالی: Wellington da Silva de Souza) مهاجم اهل برزیل است که در شهر ماریلیا و در تاریخ ۲۷ مهٔ ۱۹۸۷ به دنیا آمده‌است.
ولینگتون دا سیلوا دی سوزا در تیم‌های فوتبال Marília سابقهٔ حضور دارد.